# Arnauld Mercier
Arnauld Mercier (Bayeux, 4 juni 1972) is een voormalige Franse voetballer die aan de slag was als voetbaltrainer bij Waasland-Beveren, alwaar hij op 23 februari de laan werd uitgestuurd, wegens tegenvallende resultaten in volle degradatiestrijd.